# George Knobel
George Knobel (ur. 10 grudnia 1922 w Roosendaal, zm. 5 maja 2012 tamże) – holenderski trener piłkarski. W latach 1973–1974 trenował AFC Ajax, zastępując na tym stanowisku Rumuna Stefana Kovacsa. W kwietniu został zwolniony ze stanowiska, a jeszcze w tym samym roku zatrudniono go na stanowisku selekcjonera reprezentacji Holandii. Pracował w niej w latach 1974–1976 i prowadził ją na Mistrzostwach Europy w Jugosławii, z których przywiózł brązowy medal po zwycięstwie 3:2 po dogrywce w meczu z Jugosławią. Po turnieju zrezygnował z posady.